# Миттервурцер, Вильгельмина
Вильгельмина Миттервурцер (нем. Wilhelmine Mitterwurzer, урождённая Реннерт, нем. Rennert; 27 марта 1847, Фрайбург — 3 августа 1909, Вена) — немецкая актриса

.
Дочь театральных актёров. Дебютировала на сцене в 1866 году в берлинском Театре Франца Вальнера. В 1867 году вышла замуж за актёра Фридриха Миттервурцера. После непродолжительных ангажементов в Пеште и Граце в 1869 году оказалась вместе с мужем в Лейпцигском театре, где имела первый большой успех в заглавной роли комедии Лессинга «Минна фон Барнхельм». С 1871 года. и до конца жизни — в венском Бургтеатре. Среди наиболее значительных ролей — Дорина («Тартюф» Мольера), герцогиня Мальборо («Стакан воды» Скриба), фру Сербю («Дикая утка» Ибсена) и других.